# ステップボーンカット
ステップボーンカット（STEP BONE CUT）とは、日本の美容師 牛尾早百合の発案によるヘアカット技法。
別名「小顔補正立体カット」。
2013年に日本で特許を取得及び商標登録されている。
アメリカでは「アニメカット」と呼ばれている。

## 概要
ステップボーンカットはブロックごとにレイヤー、あるいはグラデーションをアンダーから順番に乗せてゆく感覚でフォルムを整えてゆく技法であり、レザーや削ぎを入れず、サスーンカットなど他のカット技法に比べ、東洋人の平坦な骨格を西洋人のようなメリハリのある小顔に見せ、引き締まった顔立ちに見せることが可能とされる。
開発者である牛尾は当初、この技術を無償で公開していたが、誤って断片的に真似られることなどを危惧し、さらに改良を重ね、カット技術では数少ない日本での特許（特許5191614）を取得。協会を立ち上げアカデミーを開き広く技術を公開した。2019年現在、日本をはじめニューヨーク、上海、台北、ジャカルタなど世界で700店舗の美容室で、このヘアカット技術が取り入れられている。

## 特徴
ステップボーンカットには以下のような効果があると主張されている。
- 極端なタイト＆ボリュームの組み合わせで東洋人の平坦な骨格を西洋人のようなメリハリのある小顔に見せることが可能[4]。
- 日本人に多い絶壁といわれる平面的な後頭部に立体感を持たせヘアスタイルのベースである骨格をきれいに見せることが可能[4]。
- 削ぎがないため、髪の痛みが少なく、伸ばしやすくなる[4]。
- 再現性が高いためセットが不要でブロードライの必要も少なく、日常の手入れが簡単[7][4]。
- 各セクションの角度と長さを変えることで長さとボリュームの調整が可能であり、これまで不可能だったデザインが可能となる[4]。

## 技法
基本的な考え方は、西洋人の骨格は横幅が狭く額と後頭部が張り出しているのを特徴とするのに対して、東洋人の場合は横幅が広く顔と後頭部が扁平になっているが、この東洋人のフラットな骨格を西洋人の奥行きのある形に近づけて見せるため、凹んでいる部分を足し、出ている部分を凹ませるようにカットしていくというものである。
基本はスウィングカットで、フォルムを決めるブロックは根元近くからハサミを入れる。これによりボリュームダウンさせ、頭そのものを小さく見せる。ベースカットは直線で切るのが普通のカットだが、スウィングカットは同時に毛量調整を行うため曲線で切る。腕を振り下ろすイメージで髪を削がないで遠心力でハサミを閉じながら切り切る。カットには必ず柄の短いシザーと滑りをよくするカットローションを使用する。ドライカットは必要なく、形を切ると同時に毛量調整を行うため、どの髪も1回ハサミを入れると完成する。一般的なカットが2段階で行うことを1回で終えるためカットスピードは早く通常10-15分であり、既にステップボーンカットで切ってある髪の場合はさらに早い。

## 参考書籍
- 神田昌典『あなたの会社が最速で変わる7つの戦略』（フォレスト出版）